# Inversor institucional
Els inversors institucionals són institucions —mecanismes de cooperació d'individus— financeres capaces de consorciar grans sumes de diners i després invertir-les en valors mobiliaris, béns immobles o altres actius financers. Els inversors institucionals típics són els bancs d'inversió, les asseguradores, els fons de pensions, els fons d'inversió, els fons mutus d'inversió, els fons sobirans d'inversió, els fons d'inversió mobiliària, els hedge funds, les societat d'inversió de capital variable o les dotacions financeres.
El seu paper en l'economia, d'un costat, és la gestió d'inversions, actuar en nom d'altres com a inversors altament especialitzats; així per exemple una persona pot tenir contractat un pla de pensions que pot ser gestionat per un fons de pensions, i aquest s'encarrega de seleccionar la inversió dels seus estalvis en un actiu financer adequat. En segon lloc doncs, actuen també com a intermediaris financers, en consorciar l'estalvi de milers de persones i gestionar-lo diversificant el risc i maximitzant la rendibilitat, orientant la inversió dels inversors minoristes vers les estratègies més adients.
En tercer lloc, exerceixen un paper de facilitar l'accés a una àmplia varietat d’actius financers. Pel seu enorme pes, els inversors institucionals exerceixen una influència determinant en el govern corporatiu de les societats en les que estan invertits. Finalment, atès que els inversors institucionals tenen la llibertat de comprar i vendre accions, tenen un paper important en els mercats de valors, que influeix sobre la solvència de les empreses en les que participen del capital. Els inversors institucionals contracten analistes financers a fi de realitzar la gestió d'inversions.